# Jacques P. Dupuis
Pour les articles homonymes, voir Jacques Dupuis et Dupuis (homonymie).
Jacques P. Dupuis, né le 25 novembre 1948 à Montréal, est un homme politique québécois et est de 1998 à 2010 député à l'Assemblée nationale du Québec pour le Parti libéral du Québec représentant la circonscription de Saint-Laurent.

## Biographie
Né à Montréal, le 25 novembre 1948, fils de Jacques Dupuis, avocat, et de Jeannot Bertrand.
Il obtient un diplôme d'études collégiales au Petit Séminaire de Québec en 1968, un baccalauréat spécialisé en philosophie du Collège Jean-de-Brébeuf en 1969 et une licence en droit de l'Université de Montréal en 1972. Il est admis au Barreau du Québec en 1974.

### Carrière politique
Élu pour la première fois député à l'élection de 1998, Jacques Dupuis prend du galon sur les banquettes de l'opposition dirigée par Jean Charest. Lors de l'accession au pouvoir du Parti libéral en 2003, Jean Charest le charge du rôle de leader du gouvernement, ainsi que de ministre responsable de la réforme des institutions démocratiques. Le 28 avril 2004, Jacques Dupuis succède à Marc Bellemare comme ministre de la Justice et Procureur général, ce dernier ayant démissionné en raison de profondes divergences de point de vue avec le premier ministre Jean Charest. Lors de l'important remaniement ministériel du 22 février 2005, Jean Charest fait appel à Jacques Dupuis comme numéro deux du gouvernement. Il hérite alors du poste de vice-premier ministre, du ministère de la Sécurité publique et de la vice-présidence du Comité des priorités, tout en conservant son rôle de Leader du gouvernement. Secoué par une colère importante de l'électorat québécois, l'avenir de Jean Charest à la tête du Parti libéral du Québec s'assombrit durement lors du printemps 2005. Le nom de Jacques Dupuis ressort alors comme éventuel successeur de ce dernier, mais Dupuis coupe vite court au rumeurs en confirmant son appui à son chef et en déclarant n'avoir aucune ambition pour le rôle de premier ministre. Il doit gérer sous son règne de ministre de la Sécurité publique des situations importantes comme la fusillade au collège Dawson et l'effondrement du viaduc de la Concorde.
À la suite des élections de 2007, un gouvernement minoritaire est élu. Jean Charest choisit de limiter considérablement la taille de son nouveau Conseil des ministres. Après deux semaines de rumeurs faisant état d'un retour de Jacques Dupuis au ministère de la Justice, le tout se confirme le 14 avril 2007 lors du dévoilement du nouveau cabinet, 4 ans jour pour jour après l'arrivée du groupe de Jean Charest à la tête du Québec. Jacques Dupuis perd alors le titre de vice-premier ministre, mais reprend celui de ministre de la Justice, tout en conservant le rôle de ministre de la Sécurité publique.
Lors des élections de 2008, le gouvernement Charest obtient un gouvernement majoritaire. On assiste alors au retour de Jacques P. Dupuis est de retour au poste de leader du gouvernement, tout en conservant son titre de ministre de la sécurité publique. De plus le premier ministre lui confie le ministère des affaires intergouvernementales canadiennes, poste qui occupera peu de temps soit du 18 décembre 2008 au 23 juin 2009. Il démissionnera de ses fonctions de ministre et député le 9 août 2010.